# Бранд, Йоханнес
Йоханнес Бранд (африк. Johannes Brand; 6 декабря 1823, Кейптаун, Западно-Капская провинция — 14 июля 1888, Блумфонтейн) — южноафриканский юридический и политический деятель, занимал пост четвертого президента Оранжевого Свободного Государства со 2 февраля 1864 года и до смерти в 1888 году. Был сыном сэра Кристоффеля Бранда (1797–1875), спикера законодательного собрания Капской колонии и Катарины Фредрики Кюхлер. В 1851 году Йоханнес Бранд женился на Йоханне Сибелле Застрон, у пары было 8 сыновей и 3 дочери.

## Биография
Родился в Кейптауне и получил образование в Южноафриканском колледже. Продолжил обучение в Лейденском университете Нидерландов, где получил степень доктора философии. В 1845 году продолжил получение юридического образования в Великобритании, в 1849 году присоединился к коллегии адвокатов в Иннер-темпл.
После возвращения в Южную Африку обосновался в Кейптауне, где до 1863 года работал адвокатом в Верховном суде мыса Доброй Надежды. В 1858 году был назначен профессором права в Южноафриканском колледже. Будучи молодым членом парламента мыса Доброй Надежды, стал активным сторонником движения Джона Молтено «Ответственное правительство», которое выступало за большую независимость от Великобритании. Однако, посчитав его принципы слишком умеренными, он решил эмигрировать в Оранжевое Свободное Государство в знак солидарности с его сильными республиканскими идеалами.
В 1863 году был избран президентом Оранжевого Свободного государства, а затем переизбран на пятилетний срок в 1869, 1874, 1879 и 1884 годах. В 1864 году сопротивлялся деятельности народа басуто на границе государства и после тщетных попыток договориться с их вождем Мошвешве I, в 1865 году приказал начать против них вооружённые действия. Эта война окончилась подписанием договора 3 апреля 1866 года о Таба Босиго. Затем началась вторая война, которая окончилась после подписания договора о Северном Аливала 12 февраля 1869 года. В 1871 году выступил против аннексии англичанами города Кимберли, но безуспешно.
В 1871 году предпринял попытку стать президентом Южно-Африканской Республики (Трансвааль) и, таким образом, объединить две бурские республики Южной Африки; но так как проект был враждебно воспринят Великобританией, он отказался от этой идеи и стал придерживаться постоянной политики нейтралитета по отношению к этой стране. В 1882 году был награжден Орденом Святых Михаила и Георгия.
Йоханнес Бранд был глубоко религиозным человеком и чрезвычайно популярен у граждан Оранжевого Свободного Государства. Его выражение «alles zal recht komen als elkeen zijn plicht doet» (всё будет хорошо, если каждый выполнит свой долг) вошло в язык африкаанс как хорошо известное и часто используемое высказывание. После его смерти в Блумфонтейне была возведена статуя на общественные средства. Главная дорога в центре города Блумфонтейн названа «President Brand» в его честь. Йоханнес Бранд был южноафриканским масоном.